# Бені-Суейф (губернаторство)
Бені-Суе́йф (араб. بني سويف‎) — губернаторство (мухафаза) в Арабській Республіці Єгипет. Адміністративний центр — місто Бені-Суейф.
Населення — 2 291 618 осіб (2006).

## Найбільші міста
| № | Місто            | Населення, осіб (2006) |
| - | ---------------- | ---------------------- |
| 1 | Бені-Суейф       | 193 048                |
| 2 | Насір-Буш        | 85 319                 |
| 3 | Ель-Фашн         | 65 621                 |
| 4 | Біба             | 57 716                 |
| 5 | Самуста-аль-Вакф | 37 965                 |
| 6 | Ель-Васта        | 37 916                 |
| 7 | Ахнасія          | 37 174                 |
| 8 | Новий Бені-Суейф | 17 921                 |